# Yū Kikkawa
You Kikkawa (吉川友, Kikkawa Yū, aussi transcrite  en Yū, Yu ou Yuu), née le 1er mai 1992 à Ibaraki au Japon, est une chanteuse soliste, ex-idole du Hello! Project depuis 2011.

## Biographie
Elle se fait remarquer par le producteur Tsunku en se présentant fin 2006 à l'audition pour la sélection de la "8e génération" des Morning Musume, terminant parmi les six finalistes. Elle perd face à Aika Mitsui, mais est à la place intégrée au Hello Pro Egg en 2007.
Elle débute en 2008 avec le groupe temporaire MilkyWay aux côtés de Koharu Kusumi et Sayaka Kitahara, pour interpréter des génériques pour la série anime Kilari (Kirarin☆Revolution), dans laquelle elle double la voix du personnage Cobeni Hanasaki qu'elle incarne également lors de spectacles "live" et dans l'émission télé pour enfants Oha Suta. Elle sort avec le groupe deux singles qui se classent dans le top 10 à l'oricon. À la fin de la série, le groupe se sépare, et elle rejoint ensuite en 2009 une nouvelle mouture du groupe Tomoiki Ki wo Uetai.
Fin 2010 est annoncée sa graduation (départ) du Hello Pro Egg. 
On parle alors à nouveau d'elle pour intégrer Morning Musume avec la « 9e génération » en janvier 2011, mais c'est finalement une de ses ex-collègues du Hello Pro Egg qui est choisie : Mizuki Fukumura. À la place est annoncé le début de sa carrière en solo sur le label Universal Music Japan et l'ouverture de son site officiel, son nom étant désormais officiellement transcrit en You Kikkawa. Son premier single Kikkake Wa You! sort en mai 2011, ainsi qu'un film du même nom sur le lancement de sa carrière.
Elle ne fait plus partie officiellement du Hello! Project, mais continue à apparaitre parfois en invitée lors des concerts communs du H!P. Elle est en 2011 l'héroïne du film Cheerfu11y (en), puis joue en janvier 2012 dans le drama Sūgaku Joshi Gakuen aux côtés des autres membres du Hello! Project. Elle sort son premier album le même mois.

## Groupes

### Au sein du Hello!Project
- Hello! Pro Egg (2007–2010)
- MilkyWay (2008–2009)

### Autres
- Ganbarou Nippon Ai wa Katsu Singers (2011)
- Team Makenki (2014-)

## Discographie

### En solo

#### Albums
Albums studio
1. 18 janvier 2012 - One for You!
2. 24 avril 2013 - Two You
3. 14 octobre 2015 - You the 3rd. ~Wildflower~

Album de reprises
1. 7 novembre 2012 - Vocalist? (ボカリスト??)

Compilations
1. 7 août 2013 - Best of You

#### Singles
1. 11 mai 2011 - Kikkake wa You! (きっかけはYOU!?)
2. 5 octobre 2011 - Hapirapi ~Sunrise~ (ハピラピ～Sunrise～?)
3. 28 décembre 2011 - Konna Watashi de Yokattara (こんな私でよかったら?)
4. 11 juillet 2012 - Koko Kara Hajimarunda! (ここから始まるんだ！?)
5. 26 septembre 2012 - Darling to Madonna (ダーリンとマドンナ?)
6. 16 janvier 2013 - Sekaijū ni Kimi wa Hitori Dake / Valentine's Radio / Chocolate Damashii (世界中に君は一人だけ／Ｖａｌｅｎｔｉｎｅ’ｓ　Ｒａｄｉｏ／チョコレート魂?)
7. 25 juin 2014 - Urahara Temptation / Ii Jan (URAHARAテンプテーション/いいじゃん?)
8. 29 octobre 2014 - Amai Melody / "Suki" no Kazoekata (あまいメロディー/「すき」の数え方?)
9. 6 mai 2015 - Hana (花?)
10. 1er juin 2016 - Ha wo Kuishibare! / Charming Shobu Sedai (歯をくいしばれっっ!/チャーミング勝負世代?)
11. 24 mai 2017 - Sayonara, Standard (さよなら、スタンダード?)

### Autres participations
- 30 avril 2008 : Anataboshi (avec MilkyWay)
- 29 octobre 2008 : Tan Tan Taan! (avec MilkyWay)
- 22 juin 2011 : Ai wa Katsu (avec Ganbarou Nippon Ai wa Katsu Singers)

## Filmographie
Films
- 2010 : Kaidan Shin Mimibukuro Kaiki (怪談新耳袋怪奇)
- 2011 : Kikkake wa YOU! (きっかけはＹＯＵ！)
- 2011 : Cheerfu11y (チアフリー)

Dramas
- 2015 : Shin Kanpai Senshi After V ((新★乾杯戦士アフターV) - Treasure Pink
- 2014 : Kanpai Senshi After V (乾杯戦士アフターV) - Treasure Pink
- 2012 : Suugaku♥Joshi Gakuen (数学♥女子学園)
- 2012 : Sprout (スプラウト)

Animés
- 2008-2009 : Kirarin☆Revolution (きらりん☆レボリューション) (Hanasaki Kobeni)

## Divers
Comédies musicales et théâtres
- 2010 : Cat-eyes Club 2
- 2010 : Tiger Breathing (タイガーブリージング)
- 2012 : Recipient (レシピエント)
- 2012 : Kawaiku Nakuchaikenai Ryu (カワイクなくちゃいけないリユウ)
- 2013 : Yane no Ue no Violin Hiki (屋根の上のヴァイオリン弾き) (Chava)

Programmes TV
- 2008-2009 : Oha Star (おはスタ)
- 26 novembre 2010- : PINK!SS
- 2011 : Hiru Nan Desu!

DVD
- 17 août 2011 : YOU! ~The DVD~
- 16 janvier 2013 : Raibu ! Dokyu ! Kikka ! (ライブ! ドキュ! きっか!?)

Photobooks
- 17 août 2011 : YOU!
- 1er mai 2013 : You21
- 27 juillet 2014 : Yuuwaku